# Districtul Kenadsa
Kenadsa este un district din provincia Béchar, Algeria.